# Gabriel Martinez-Pinedo
 (février 2025).
Gabriel Martinez-Pinedo (né en 1968) est un astrophysicien espagnol, spécialiste en astrophysique nucléaire théorique.

## Biographie
Gabriel Martinez-Pinedo obtient un diplôme de licence en physique en 1991 et son doctorat à l'université autonome de Madrid en 1995. En tant que chercheur postdoctoral, il séjourné ensuite  au California Institute of Technology Californie puis comme chercheur assistant de 1998 à 2000 à l'université d'Aarhus de 2001 à 2002 à l'université de Bâle et de 2002 à 2005 comme professeur chercheur à l'ICREA à Barcelone. Depuis 2005, il travaille à l'université de technologie de Darmstadt (TU Darmstadt) et au Centre GSI Helmholtz pour la recherche sur les ions lourds de Darmstadt. En 2011, il devient professeur de physique nucléaire théorique à la TU Darmstadt. Depuis 2020, il est l'un des directeurs de l'Académie de recherche Helmholtz de Hesse pour le centre de recherche sur les ions lourds (FAIR). Il dirige le département théorique du Centre de recherche sur les ions lourds (GSI) Darmstadt.

## Recherche
Gabriel Martinez-Pinedo étudie la nucléosynthèse dans les supernovae et les étoiles à neutrons. Il a notamment découvert que les éléments lourds (plus lourds que le fer, par exemple l'or ou le platine) sont créés moins par l’effondrement des supernovae que par la fusion des étoiles à neutrons. Il a prédit que les événements correspondants seraient mille fois plus brillants que les novae ordinaires, évènement pour lesquelles ils ont inventé le terme kilonova. Ce phénomène a été observé simultanément par des détecteurs d'ondes gravitationnelles et dans le spectre optique en 2017 (dans GW170817, fusion qui a marqué le début de l'astronomie multimessager). Martinez-Pinedo a aussi étudié l'interaction des neutrinos avec la matière dans les supernovae, il a découvert le  processus {\displaystyle \nu p}  (voir aussi noyaux p ), qui joue un rôle dans la nucléosynthèse des supernovae, et dans la physique nucléaire théorique avec les calculs de modèles en couches et la double désintégration bêta.

## Prix et distinctions
- 2008 : lauréat du prix Gustav-Hertz
- 2021 : élu membre ordinaire de l'Academia Europaea[1].
- 2022 : récipiendaire du prix Gottfried-Wilhelm-Leibniz[2] .

## Pubications (sélection)
- avec E. Caurier, A. P. Zuker, A. Poves : « Full pf shell model study of A=48 nuclei », Phys. Rév. C, Vol. 50, 1994, p. 225
- avec E. Caurier, K. Langanke, F. Nowacki : « Shell-model calculations of stellar weak interaction rates. I. Gamow-Teller distributions and spectra of nuclei in the mass range A= 45–65 », Nuclear Physics,. Vol. 653, 1999, p. 439–452.
- avec K. Langanke : « Shell-model calculations of stellar weak interaction rates: II. Weak rates for nuclei in the mass range A= 45–65 in supernovae environments », Nuclear Physics A, Vol. 673, 2000, p. 481–508.
- avec K. Langanke : « Nuclear weak-interaction processes in stars », Reviews of Modern Physics, Vol. 75, 2003, p. 819
- avec W. R. Hix et al.: « Consequences of nuclear electron capture in core collapse supernovae », Physical Review Letters, Vol. 91, 2003, p. 201102
- avec K. Langanke et al.: « Electron capture rates on nuclei and implications for stellar core collapse », Physical Review Letters , Vol. 90, 2003, p. 241102
- avec E. Caurier, F. Nowacki, A. Poves, A. P. Zuker : « The shell model as a unified view of nuclear structure », Reviews of Modern Physics, Vol. 77, 2005, p. 427.
- avec A. Heger, W. C. Haxton, K. Langanke et al.: « Neutrino nucleosynthesis », Physics Letters B, Vol. 606, 2005, p. 258–264.
- avec C. Fröhlich et al.: « Neutrino-Induced Nucleosynthesis of {\displaystyle A>64} Nuclei: The {\displaystyle \nu p} Process », Physical Review Letters, Vol. 96, 2006, p. 142502.
- avec H. Grawe, K. Langanke : « Nuclear structure and astrophysics », Reports on Progress in Physics, Vol. 70, 2007, p. 1525.
- avec H. T. Jankia, K. Langanke, A. Marek, B. Müller : « Theory of core-collapse supernovae », Physics Reports, Vol. 442, 2007, p. 38–74.
- avec Brian D. Metzger et al. : « Electromagnetic counterparts of compact object mergers powered by the radioactive decay of r-process nuclei », Monthly Notices of the Royal Astronomical Society, Vol. 406, 2010, p. 2650–2662.
- avec J. Barnes et al.: « Radioactivity and thermalization in the ejecta of compact object mergers and their impact on kilonova light curves », Astroph. J., Vol. 829, 2016, p. 110.